# Le Poinçonneur des Lilas
Singles de Serge Gainsbourg
La Jambe De Bois (Friedland)
(1959)
Le Poinçonneur des Lilas est une chanson française écrite, composée et interprétée par Serge Gainsbourg, enregistrée en juin 1958 et sortie en 1958 sur l'album Du chant à la une !
Elle figure sur un single comportant quatre titres, sorti en septembre 1958. Cette chanson fut son premier succès. Un scopitone a été réalisé par Jean Bacqué produit par Pathé et montrant notamment Gainsbourg dans le métro parisien, à la station Porte des Lilas,,.

## Argument
Un préposé du métro de Paris, affecté à poinçonner les billets des voyageurs, se plaint de la monotonie de son emploi.

## Reprises
- En 1958, Les Frères Jacques sont les premiers à enregistrer une reprise chantée[1]. La chanson est enregistrée les 23 et 24 juin, peu de temps après l'enregistrement de l'original, et sortira sur l'EP Philips 432.267[1].
- En mars 1959, sort la version d'Hugues Aufray, qui est pourtant le premier à avoir eu envie de la chanter mais qui aura dû attendre six mois pour en avoir l'autorisation[1]. C'est avec cette reprise qu'il remporte le concours amateur d'Europe 1[6].
- En 1959, après une tournée des Frères Jacques en Israël, la chanson obtient un tel succès qu'elle est adaptée en hébreu par Haïm Hefer (en) חיים חפר) sous la forme d'un chant patriotique, aux paroles martiales, intitulé Sayarim (« éclaireurs », « patrouilles garde-frontières »)[7],[8].
- En 1971, la RATP annonce qu'il n'y aura plus de  poinçonneur  dans le métro à partir de 1974[9].
- En 1978, le groupe Starshooter l'a reprise sur son premier album homonyme.
- En 2006, le chanteur japonais Tomuya reprend la chanson en duo bilingue avec Bernard Lavilliers sur l'album Un Japonais à Paris[10].
- En 2006, The Rakes réinterprètent la chanson sous le nom de Just a man with a job (le personnage central est alors un gardien de parking) sur l'album de reprises Monsieur Gainsbourg revisited[1].
- En 2009, le groupe de Reggae Tryo reprend la chanson lors de sa tournée d'été. Elle figure d'ailleurs sur l'album Sous les étoiles sorti le 27 novembre 2009.
- En 2010, le duo Alfa Rococo sur leur deuxième disque Chasser le malheur.
- En 2015, Marie-Agathe et la Belle Josie, également connues comme étant les comtesses respectives de Rosendaël et Malo-les-Bains, deux figures emblématiques du carnaval de Dunkerque, sont à l'origine d'une parodie de cette chanson intitulée Le Trou d’balle à Chantal, chanson associée à leur pâtisserie éponyme[11].
- Les Doigts de l'homme ont repris la chanson instrumentalement sur leur premier album, Dans le monde.
- Tom Barman et Guy Van Nueten en ont fait une reprise piano-voix proche de l'originale sur l'album issu de leurs concerts communs : Tom Barman & Guy Van Nueten - Live.

## Autour de la chanson
- En 1961, Serge Gainsbourg la chante dans la série enfantine télévisée Le trésor des treize maisons de Jean Bacqué avec Achille Zavatta (épisode 7, La voiture infernale).
- En 1966, Serge Gainsbourg en écrit une parodie, intitulée Le Fossoyeur de Pacy-sur-Eure[12].
- En 2010, le jardin Serge-Gainsbourg a été inauguré à Paris, porte des Lilas. En 2024, la station de métro Serge Gainsbourg est mise en service plus loin sur la ligne 11 du métro de Paris, dans la commune des Lilas.